# Step Back
Step Back je studiové album amerického bluesrockového kytaristy a zpěváka Johnnyho Wintera, vydané 2. září roku 2014. Samotný Johnny Winter se vydání již nedožil; zemřel v červenci toho roku ve věku sedmdesáti let. V rolích hostů se na albu podíleli například Eric Clapton, Billy Gibbons, Dr. John, Leslie West a Joe Bonamassa. Album produkoval Winterův spolupracovník Paul Nelson.

## Seznam skladeb
1. „Unchain My Heart“
2. „Can't Hold Out (Talk To Me Baby)“
3. „Don't Want No Woman“
4. „Killing Floor“
5. „Who Do You Love“
6. „Okie Dokie Stomp“
7. „Where Can You Be“
8. „Sweet Sixteen“
9. „Death Letter“
10. „My Babe“
11. „Long Tall Sally“
12. „Mojo Hand“
13. „Blue Monday“